# Rodrigo Chaves Robles
Rodrigo Alberto de Jesús Chaves Robles (n. 10 iunie 1961, San José, Costa Rica) este un politician și economist costarican, care ocupă funcția de președinte al Costa Ricăi din anul 2022. Anterior, a fost ministru de finanțe între 2019 și 2020, în timpul președinției lui Carlos Alvarado Quesada⁠(d).

## Biografie
Chaves Robles s-a născut în districtul metropolitan Carmen, în cantonul central San José, la data de 10 iunie 1961. A obținut titlurile de licență , master și doctorat în economie agricolă la Universitatea de Stat din Ohio.
Înainte de a fi numit ministru, a lucrat ca director de țară al Băncii Mondiale pentru Indonezia și pentru mai multe țări din Americi, Europa și Asia.
În 1992, înainte de a-și finaliza doctoratul, Institutul pentru Dezvoltare Internațională de la Universitatea Harvard i-a oferit o bursă de patru luni pentru a desfășura cercetări de teren asupra sărăciei, sărăciei rurale, microîntreprinderilor și întreprinderilor mijlocii în Indonezia. După ce și-a încheiat doctoratul, Banca Mondială i-a oferit un loc de muncă pentru publicarea cercetării sale.
Chaves a anunțat că a luat decizia de a se retrage din funcția de oficial al Băncii Mondiale și de a se întoarce în Costa Rica deoarece a considerat că, dacă ar fi solicitat un concediu fără plată, ar fi putut exista un conflict de interese din cauza discuțiilor pe care trebuia să le poarte cu acea organizație în cadrul activității sale ministeriale. Totuși, în august 2021, când au fost făcute publice rezultatele unei investigații privind acuzații de hărțuire sexuală împotriva lui Chaves, s-a raportat că aceasta ar putea fi adevărata cauză a demisiei sale de la Banca Mondială. Tribunalul administrativ al Băncii Mondiale a constatat că o investigație internă a relevat că, în perioada 2008–2013, Chaves a făcut comentarii nedorite legate de aspectul fizic, a repetat aluzii sexuale și a făcut avansuri sexuale nedorite către mai mulți angajați ai băncii. Aceste detalii au fost reiterate de departamentul de resurse umane al băncii într-o scrisoare adresată lui Chaves, însă s-a decis sancționarea sa pentru comportament nepotrivit, și nu pentru hărțuire sexuală. Chaves a negat toate acuzațiile de hărțuire sexuală.

## Ministru de Finanțe
Președintele Costa Rica, Carlos Alvarado Quesada⁠(d), l-a anunțat pe Chaves ca noul ministru de finanțe la data de 30 octombrie 2019; cu toate acestea, abia la 26 noiembrie din acel an a preluat oficial funcția și a indicat că prioritățile sale vor fi asigurarea respectării legislației fiscale, creșterea colectării impozitelor existente, combaterea evaziunii fiscale și continuarea controlului asupra cheltuielilor publice.
În februarie 2020, Chaves a prezentat un proiect de lege Adunării Legislative pentru a utiliza excedentele instituțiilor publice în vederea plății datoriei.
În aceeași lună, Chaves a efectuat modificări în ierarhiile instituției, ceea ce a determinat demisia viceministrului veniturilor, Vladimir Villalobos González; de asemenea, și-au înaintat demisia directorul general al Direcției Generale de Impozite, Carlos Vargas Durán, directorul general al Vămilor, Juan Carlos Gómez Sánchez, și directorul Poliției Fiscale, Irving Malespín Muñoz.
La 26 martie 2020, în timpul urgenței sanitare cauzate de pandemia de COVID-19, Chaves a anunțat în fața presei o propunere de instituire a unei taxe de solidaritate asupra salariilor publice și private care depășesc 500.000 de coloni, cu scopul de a obține resurse pentru sprijinirea persoanelor al căror contract fusese suspendat, cărora li se reducuseră orele de muncă sau care rămăseseră fără loc de muncă în urma măsurilor adoptate de Guvern pentru a opri răspândirea virusului. După critici din partea unor sectoare, Alvarado a respins o astfel de idee. Ministrul Comunicațiilor, Nancy Marín, a declarat presei: „Președintele a fost clar că domnul Rodrigo nu ar fi trebuit să facă acel anunț. Nu a fost niciodată avut în vedere ca aceasta să se aplice salariilor de 500.000 de coloni. Ministrul nu ar fi trebuit să facă acel anunț. [Nu a fost o decizie luată] în termenii în care a prezentat-o”.
La 22 aprilie 2020, directorul Fondului de Asigurări Sociale din Costa Rica (CCSS), Mario Devandas, a denunțat public că ministrul Finanțelor a afirmat, într-o ședință la care a participat și Alvarado, că „nu se putea face nimic pentru a salva Fondul, deoarece țara nu putea da faliment ca să-l salveze”.
La 19 mai 2020, Chaves a publicat o scrisoare prin care îi cerea lui Alvarado să retrimită spre reexaminare legea adoptată în acea zi de Congres, care excludea municipalitățile de la regula fiscală instituită prin Legea 9635. Alvarado a refuzat, iar Chaves a reacționat prin depunerea demisiei.

## Alegerile generale din Costa Rica din 2022
În iulie 2021, Rodrigo Chaves și-a anunțat candidatura la Președinția Republicii Costa Rica.
Ca parte a campaniei sale, Partidul Progresului Social Democrat condus de Chaves a urmărit combaterea corupției prin sancționarea celor care nu raportează acte de abatere. Chaves a declarat că este în favoarea transparenței între guvern și presă, universități și cetățeni, și că intenționează să o promoveze printr-un raport zilnic al activităților desfășurate de instituțiile publice. Planul său în ceea ce privește șomajul implica încurajarea unui număr mai mare de femei să intre pe piața muncii și creșterea numărului de absolvenți în domeniile STEM, ca răspuns la cererea tot mai mare. De asemenea, a susținut educația bilingvă și a promis că va încuraja investițiile străine în Costa Rica. Pentru a-și încheia campania, a propus un plan în cinci pași pentru a reduce costul vieții. Acest plan includea eliminarea taxelor de pe alimentele de bază și produsele de uz casnic, scăderea prețului orezului, reducerea costului energiei electrice, eliminarea monopolurilor și sprijinirea fermierilor pentru a importa produse agrochimice mai eficiente. A mai declarat că nu susține vaccinarea anti-COVID-19 obligatorie.
Este în favoarea unei interdicții stricte privind avortul, inclusiv în cazurile de viol, și se opune eutanasiei și căsătoriilor între persoane de același sex (deși acestea sunt permise în Costa Rica din 2020).
Agenția Reuters a relatat că Chaves și-a construit o reputație de candidat anti-sistem. Rotsay Rosales, politolog și director al Observatorului Național de Politică al Universității din Costa Rica, a declarat: „Chaves are o poziție economică liberală, este conservator din punct de vedere social, susține legea și ordinea și este împotriva clasei politice”Murillo, Alvaro; Reese, Chris (2 martie 2022). „Costa Rica election poll shows Chaves gaining ground over ex-president (Sondaj electoral în Costa Rica arată că Chaves câștigă teren în fața fostului președinte)” (în engleză). Reuters. Arhivat din original în 6 februarie 2022. Accesat în 28 mai 2025..
În seara zilei de 6 februarie, s-a anunțat că Rodrigo Chaves urma să se confrunte cu fostul președinte José María Figueres Olsen din partea Partidului de Eliberare Națională (PLN) într-un al doilea tur de scrutin care urma să aibă loc pe 3 aprilie. Mai multe sondaje pentru turul al doilea l-au plasat pe Chaves pe primul loc, înaintea lui Figueres. Pe 3 aprilie, presa a anunțat victoria lui Chaves în fața lui Figueres. Vorbind susținătorilor săi în San José, Chaves a declarat că acceptă victoria cu umilință și l-a îndemnat pe Figueres să îl sprijine pentru a duce țara mai departe. Figueres și-a recunoscut rapid înfrângerea după anunțarea rezultatelor, spunându-le susținătorilor: „Îl felicit pe Rodrigo Chaves și îi doresc tot binele.” Pe Twitter, președintele în exercițiu Carlos Alvarado Quesada a anunțat că l-a sunat pe Chaves pentru a-l felicita și a promis o tranziție ordonată a puterii.

### Ancheta privind finanțarea paralelă a campaniei electorale
În timpul campaniei sale prezidențiale, Rodrigo Chaves a fost supus unor critici pentru utilizarea unui trust privat în finanțarea campaniei sale, fapt care ar putea fi ilegal conform legislației din Costa Rica, care impune ca fondurile de campanie să fie gestionate prin conturile bancare ale partidelor politice, ceea ce a ridicat semne de întrebare privind transparența și legalitatea campaniei sale. Această controversă a dus la confruntări frecvente cu presa, pe care Chaves a acuzat-o de părtinire și de tentative de sabotare a candidaturii sale. Controversa s-a amplificat când s-a aflat că Parchetul General din Costa Rica a deschis o anchetă privind originea și utilizarea acestor fonduri.

## Președinția
Chaves a preluat funcția la 8 mai 2022, devenind al 49-lea președinte al Costa Ricăi. A depus jurământul cu o biblie în mână și a declarat în discursul său inaugural că „frica de Dumnezeu este temelia înțelepciunii unui conducător”.

### Atacul cibernetic asupra guvernului din Costa Rica
După o lună de atacuri ransomware devastatoare – începute pe 17 aprilie – împotriva fostului guvern și a celui nou instalat, președintele recent ales Rodrigo Chaves a declarat stare de urgență pentru a putea face față atacurilor cibernetice. Declarația oficială a menționat că atacurile au fost „fără precedent în țară” și că au întrerupt colectarea taxelor și au expus informații personale ale cetățenilor. Leon Weinstok, directorul biroului din Costa Rica al firmei de avocatură BLP, specializat în dreptul securității cibernetice, a afirmat că atacurile au afectat grav capacitatea țării de a funcționa. Gruparea Conti, vorbitoare de limbă rusă, și-a asumat responsabilitatea pentru atacurile cibernetice. Ca reacție, Departamentul de Stat al Statelor Unite ale Americii a oferit o recompensă de 10 milioane de dolari pentru informații care să ducă la identificarea sau localizarea liderilor grupului Conti.

### Politici privind COVID-19
Chaves a eliminat obligativitatea purtării măștilor în spațiile publice, impusă în contextul pandemiei, și a emis un decret prin care îndemna instituțiile publice să nu sancționeze funcționarii care nu s-au vaccinat împotriva COVID-19, inversând astfel politica predecesorului său. De asemenea, a promis că va avea loc o anchetă privind contractele semnate de guvernul anterior.

### Acordul de la Escazú
Considerând că lupta împotriva încălzirii globale nu este o prioritate, Chaves a refuzat să ratifice Acordul de la Escazú, pentru a „liniști sectorul privat”. Acordul, redactat în 2018, susținea dreptul cetățenilor de a avea acces la informații privind problemele de mediu și de a participa la luarea deciziilor relevante. De asemenea, Chaves a anunțat că dorește să reia exploatarea resurselor de minerit, gaze și petrol.

### Controversa legată de Legea Jaguarului
Una dintre cele mai controversate propuneri ale lui Chaves în timpul președinției sale a fost „Legea Jaguar pentru stimularea dezvoltării Costa Ricăi”, care urmărește reformarea mai multor structuri guvernamentale cheie, inclusiv Oficiul Controlorului General al Republicii. Legea propune limitarea atribuțiilor Controlorului General – considerat greu de atins și condus de aceeași persoană de un număr surprinzător de ani – în ceea ce privește revizuirea prealabilă a contractelor publice, permițând intervenția doar după ce cheltuielile au fost deja efectuate. Criticii, inclusiv controlorul Marta Acosta, susțin că această reformă ar putea slăbi controlul asupra utilizării fondurilor publice, afectând negativ eficiența și legalitatea folosirii resurselor statului.
Criticile se concentrează asupra faptului că Legea Jaguar ar putea slăbi semnificativ mecanismele de control și supraveghere a cheltuielilor publice. Controlorul General și unele organizații ale societății civile și-au exprimat îngrijorarea că eliminarea acestor controale ar putea reprezenta un regres în lupta împotriva corupției și în promovarea transparenței în utilizarea resurselor publice. În plus, cadre universitare și experți în guvernanță au subliniat că reducerea controalelor ar putea facilita practicile corupte și utilizarea abuzivă a fondurilor publice, afectând negativ încrederea în instituțiile statului.

### Atacuri asupra libertății presei
În primii doi ani de mandat, Chaves a atacat în mod direct ziarele La Nación și CRHoy, precum și jurnaliștii acestora. El a mobilizat Ministerul Sănătății pentru a închide un centru de evenimente deținut de compania-mamă a publicației La Nación — acțiuni aflate în prezent sub investigația Parchetului General. În cadrul conferințelor de presă săptămânale, Chaves a atacat și ironizat personal jurnaliști care au fost critici față de guvernul său, ajungând chiar să folosească garda sa de corp pentru a îndepărta jurnaliști dintr-o conferință de presă.

### Permise de exploatare forestieră în Gandoca-Manzanillo
Guvernul lui Chaves a autorizat exploatarea forestieră în Refugiul Mixt de Faună Sălbatică Gandoca-Manzanillo, situat în sudul Caraibelor din Costa Rica. Aceste permise de exploatare au fost acordate lui Pacheco Dent, un prieten și vecin al președintelui, în contradicție cu hotărâri anterioare ale Curții Supreme, care declaraseră că acea zonă este protejată prin legi de mediu.

### Reținerea migranților străini
În februarie 2025, guvernul lui Chaves a fost de acord să primească 200 de migranți transferați de către Statele Unite și să-i rețină în Centrul Temporar de Asistență pentru Migranți, cunoscut sub acronimul spaniol CATEM, în așteptarea repatrierii lor.
Într-un comunicat de presă, Oficiul Avocatului Poporului din Costa Rica a criticat modul în care au fost tratați migranții la sosire. Unii migranți au declarat observatorilor că le-au fost confiscate pașapoartele. Nu au fost puși la dispoziție traducători, astfel încât nu li s-a putut comunica migranților unde erau duși. Potrivit observatorilor, nu li s-a oferit îngrijire medicală și psihologică adecvată, în special numeroșilor copii printre migranții transferați.
Autoritățile costaricane au încercat să recapete custodia asupra migranților care au evadat din CATEM, deși altora li s-a permis să părăsească centrul după ce au solicitat oficial azil în Costa Rica.

## Distincții
Panama:
- Colanul Ordinului Manuel Amador Guerrero (23 august 2024)[48]

Ucraina:
- Clasa I a Ordinului Prințului Iaroslav cel Înțelept (23 august 2024)[49]